# Neil Magny
Aoutneil Magny, detto Neil (Brooklyn, 3 agosto 1987), è un lottatore di arti marziali miste statunitense.
Combatte nella categoria dei pesi welter per l'organizzazione UFC.

## Carriera nelle arti marziali miste

### Ultimate Fighting Championship
Il 16 maggio 2015 affrontò Hyun Gyu Lim a UFC Fight Night 66, sconfiggendo il suo rivale per KO tecnico al 2º round ed ottenendo il riconoscimento Performance of the Night.
Magny affrontò il brasiliano Demian Maia il 1º agosto 2015 all'evento UFC 190. Perse la sfida via sottomissione al secondo round.
Solamente 22 giorni dopo la sconfitta contro Maia, Magny fu scelto come sostituto dell'ultima ora di Rick Story per combattere Erick Silva il 23 agosto, a UFC Fight Night 74. Vinse il match per decisione non unanime.
Avrebbe dovuto combattere Stephen Thompson il 2 gennaio 2016 a UFC 195, ma fu rimosso dalla card e scelto sostituto di Matt Brown per combattere il giovane Kelvin Gastelum il 21 novembre 2015 all'evento The Ultimate Fighter Latin America 2 Finale. Dopo una serrata battaglia, Magny si aggiudicò la vittoria tramite decisione non unanime, oltre ad ottenere il riconoscimento Fight of the Night.
A marzo affrontò il cubano Hector Lombard all'evento UFC Fight Night: Hunt vs. Mir. Dopo pochi secondi dall'inizio del match, Lombard andò a segno con una combinazione che mise in serie difficoltà Magny. Quest'ultimo nonostante le grosse difficoltà riusci a resistere al ground and pound del suo avversario per tutta la durata del round. Verso la fine della seconda ripresa, Magny venne portato al tappeto da Lombard ma con uno scatto fulmineo riuscì a chiuderlo in uno strangolamento a triangolo con le gambe; utilizzando questa manovra capovolse la situazione a sua favore, raggiungendo la posizione montata. Da tale posizione andò a segno con un devastante ground and pound ma nonostante la serie numerosa di pugni incassati da Lombard, l'arbitro decise di non fermare l'incontro. Alla terza ripresa, un Lombard ormai visibilmente stanco e provato venne portato immediatamente al tappeto e da qui Magny, una volta applicata la triangle choke, pose fine all'incontro con il ground and pound. Con questa vittoria, ottenne il riconoscimento Performance of the Night.
Magny avrebbe dovuto affrontare Dong Hyun Kim il 20 agosto all'evento UFC 202. Tuttavia, Kim subì un infortunio il 12 luglio e venne rimpiazzato da Lorenz Larkin. Verso la fine del primo round Magny tentò di effettuare un takedown ai danni del suo avversario, ma Larkin riuscì a stoppare il tentativo e a colpirlo alla tempia con numerose gomitate che costrinsero l'arbitro a fermare l'incontro per KO tecnico.
A dicembre del 2016 dovrà affrontare l'ex campione dei pesi welter UFC Johny Hendricks, all'evento UFC 207. Durante la cerimonia del peso, Hendricks superò il limite massimo del peso, pesando infatti 78,7 kg. L'incontro venne quindi spostato nella categoria catchweight. Magny vinse il match per decisione unanime, anche se molti ritenevano Hendricks il vincitore effettivo dell'incontro, dato che riuscì a portare a segno molti takedown, a differenza di Magny che riuscì ad applicare soltanto due tentativi di strangolamento a triangolo.

## Risultati nelle arti marziali miste
| Risultato | Record | Avversario           | Metodo                             | Evento                                 | Data             | Round | Tempo | Città                     | Note                         |
| --------- | ------ | -------------------- | ---------------------------------- | -------------------------------------- | ---------------- | ----- | ----- | ------------------------- | ---------------------------- |
| Sconfitta | 28-11  | Ian Machado Garry    | Decisione (unanime)                | UFC 292                                | 19 agosto 2023   | 3     | 5:00  | Boston, Stati Uniti       |                              |
| Vittoria  | 28-10  | Philip Rowe          | Decisione (non unanime)            | UFC on ABC: Emmett vs. Topuria         | 24 giugno 2023   | 3     | 5:00  | Jacksonville, Stati Uniti |                              |
| Sconfitta | 27-10  | Gilbert Burns        | Sottomissione (arm-triangle choke) | UFC 283                                | 21 gennaio 2023  | 1     | 4:15  | Rio de Janeiro, Brasile   |                              |
| Vittoria  | 27-9   | Daniel Rodriguez     | Sottomissione (d'Arce choke)       | UFC Fight Night: Rodriguez vs. Lemos   | 5 novembre 2022  | 3     | 3:32  | Las Vegas, Stati Uniti    | Performance of the Night     |
| Sconfitta | 26-9   | Shavkat Rakhmonov    | Sottomissione (ghigliottina)       | UFC on ESPN: Tsarukyan vs. Gamrot      | 25 giugno 2022   | 2     | 4:58  | Las Vegas, Stati Uniti    |                              |
| Vittoria  | 26-8   | Max Griffin          | Decisione (non unanime)            | UFC on ESPN: Blaydes vs. Daukaus       | 26 marzo 2022    | 3     | 5:00  | Columbus, Stati Uniti     |                              |
| Vittoria  | 25-8   | Geoff Neal           | Decisione (unanime)                | UFC on ESPN: Rodriguez vs. Waterson    | 8 maggio 2021    | 3     | 5:00  | Las Vegas, Stati Uniti    |                              |
| Sconfitta | 24-8   | Michael Chiesa       | Decisione (unanime)                | UFC on ESPN: Chiesa vs. Magny          | 20 gennaio 2021  | 3     | 5:00  | Abu Dhabi, Emirati Arabi  |                              |
| Vittoria  | 24-7   | Robbie Lawler        | Decisione (unanime)                | UFC Fight Night: Smith vs. Rakić       | 29 agosto 2020   | 3     | 5:00  | Las Vegas, Stati Uniti    |                              |
| Vittoria  | 23-7   | Anthony Rocco Martin | Decisione (unanime)                | UFC 250: Nunes vs. Spencer             | 6 giugno 2020    | 3     | 5:00  | Las Vegas, Stati Uniti    |                              |
| Vittoria  | 22-7   | Li Jingliang         | Decisione (unanime)                | UFC 248: Adesanya vs. Romero           | 7 marzo 2020     | 3     | 5:00  | Las Vegas, Stati Uniti    |                              |
| Sconfitta | 21-7   | Santiago Ponzinibbio | KO (pugno)                         | UFC Fight Night: Magny vs. Ponzinibbio | 17 novembre 2018 | 4     | 2:36  | Buenos Aires, Argentina   |                              |
| Vittoria  | 21-6   | Craig White          | KO (ginocchiata e pugni)           | UFC Fight Night: Thompson vs. Till     | 27 maggio 2018   | 1     | 4:32  | Londra, Inghilterra       |                              |
| Vittoria  | 20-6   | Carlos Condit        | Decisione (unanime)                | UFC 219: Cyborg vs. Holm               | 30 dicembre 2017 | 3     | 5:00  | Las Vegas, Stati Uniti    |                              |
| Sconfitta | 19-6   | Rafael dos Anjos     | Sottomissione (arm-triangle choke) | UFC 215: Nunes vs. Shevchenko 2        | 9 settembre 2017 | 1     | 3:43  | Edmonton, Canada          |                              |
| Vittoria  | 19-5   | Johny Hendricks      | Decisione (unanime)                | UFC 207: Nunes vs. Rousey              | 30 dicembre 2016 | 3     | 5:00  | Paradise, Stati Uniti     | Incontro Catchweight 78,7 kg |
| Sconfitta | 18-5   | Lorenz Larkin        | KO Tecnico (gomitate)              | UFC 202: Diaz vs. McGregor 2           | 20 agosto 2016   | 1     | 4:08  | Las Vegas, Stati Uniti    |                              |
| Vittoria  | 18-4   | Hector Lombard       | KO Tecnico (pugni)                 | UFC Fight Night: Hunt vs. Mir          | 20 marzo 2016    | 3     | 0:46  | Brisbane, Australia       | Performance of the Night     |